# 전국인민대표대회
전국인민대표대회(중국어 간체자: 全国人民代表大会, 정체자: 全國人民代表大會, 병음: Quánguó Rénmín Dàibiǎo Dàhuì 취안궈 런민 다이뱌오 다후이[*], 영어: National People's Congress, 약칭은 전인대(全人代)는 중화인민공화국의 입법기구이며 국가 최고 권력을 쥔 기관이다. 인민대회당은 톈안먼 광장의 서쪽에 위치해 있다. 현재 전국인민대표대회장은 리잔수이다.

## 개요
전국인민대표대회는 국가의사 결정기관으로, 행정기관인 국무원과 사법기관인 법원은 전인대에 대하여 책임을 지도록 되어 있어 삼권분립제의 국회와는 차이가 있으며 단원제(單院制) 국회에 상당한다. 1급 행정구(省 · 직할시 · 자치구)의 지방인대표대회에서 간접 선거로 선출된 대표와, 중국 인민해방군(人民解放軍) 및 재외 중국인이 선출한 대표로 구성된다. 전국인민대표대회를 구성하는 기관은 전국인민대표대회 상무위원회로 주로 여기서 입법이나 정책의 결정이 이루어진다. 위원은 전국 각각의 행정구와 군에서 선출되는 대표에 의해 구성되고, 대부분이 중앙의 중국 공산당 지도부와 군 장군으로 이루어진다. 임기는 5년이다.

## 같이 보기
- 중국인민정치협상회의